# Памятник Татищеву (Тольятти)
Памятник В. Н. Татищеву — основателю города Тольятти — конная статуя В. Н. Татищева, установленная в Тольятти на берегу реки Волги. Памятник взят под охрану постановлением Городской Думы Тольятти как объект монументального искусства, также представляющий историческую ценность.

## Василий Татищев

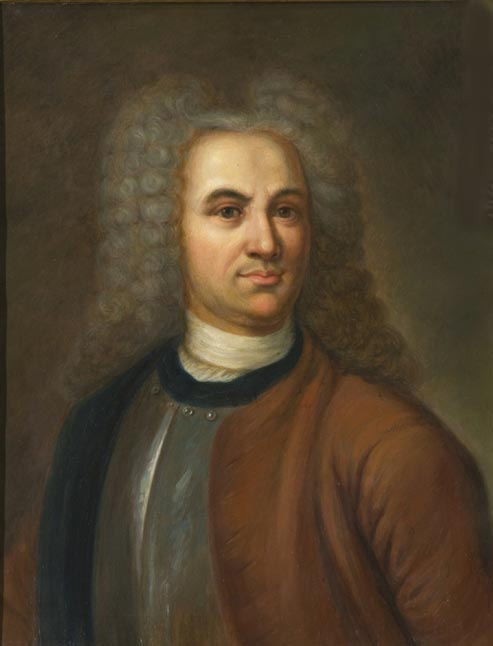
В. Н. Татищев

Василий Никитич Татищев (1686—1750) — российский историк и государственный деятель. Окончил московскую инженерную и артиллерийскую школу. Участвовал в военных походах, управлял казёнными заводами на Урале. Основатель таких городов как Екатеринбург, Пермь, Челябинск, Оренбург, Орск. Был разносторонним ученым. Написал «Историю русского государства с древнейших времен», множество трудов по географии, составил первый русский энциклопедический словарь.
В 1737 г. Татищевым был основан г. Ставрополь — ныне город Тольятти.

## Авторы
Автор: народный художник России, скульптор Александр Рукавишников (г. Москва), архитектор А. Кочековский. Собирали памятник скульпторы творческой мастерской Рукавишникова под руководством главного инженера проекта Михаила Катанова и прораба Леонида Петухова. В возведении памятника принимали участие строители ПСО АО «Гидромонтаж» под руководством В. Горицкого.

## Архитектура
Расположен памятник на берегу водохранилища, так как, по мнению скульптора, это самое удачное место: у любой скульптуры должен быть подходящий фон, а старинных зданий в Тольятти нет. А так памятник основателю города находится совсем недалеко от самого основанного им города, ныне находящегося на дне Жигулёвского моря.
Архитектурное решение представляет собой стилобат в форме бывшей крепости петровской эпохи — стены каменной кладки с выступающими вперёд многоугольными башнями. Из центра крепости поднимается основание пилона-пьедестала конной статуи. Высота постамента 14 метров, скульптуры — 7,5 метров. Материал — известняк, бронза.
Стилобат одновременно является смотровой площадкой. На пилоне в створе капителей, завершающих символические колонны-контрфорсы установлен рельефный знак. Знак представляет собой стилизованный плане крепости с крестом в центре.
Спуск к памятнику представляет собой лестницу с фонарями в виде стилизованных крепостных башенок, завершающуюся облицованным брусчаткой пандусом. В 2000 году в ходе первого Международного театрального фестиваля в Тольятти у подножия памятника было высажено 30 саженцев вишни — фестиваль открывался пьесой А. П. Чехова «Вишнёвый сад», вишнёвая ветвь была и символом фестиваля. Деревья у памятника высаживали народные артисты СССР Элина Быстрицкая, Владимир Андреев, народные артисты России Евгений Князев, Наталья и Глеб Дроздовы, а также представители театров Москвы, Санкт-Петербурга, Омска, Ярославля и США, и Германии.
Скульптор А. Рукавишников впоследствии сообщил, что в процессе работы были внесены кое-какие изменения в скульптурную композицию. Изначально предполагалось, что всадник должен показывать рукой в сторону затопленного Ставрополя, но решили, что лучше он будет показывать нейтральный жест в сторону современного Тольятти.

Кроме конструктивной нагрузки стилобат несёт и информационную. Впервые среди всех памятников города Тольятти появилась открытая информация об авторах в виде мемориальной доски в форме ленты с текстом:

ОСНОВАТЕЛЮ ГРАДА СЕГО ВАСИЛИЮ НИКИТИЧУ ТАТИЩЕВУ
Памятник сооружён на деньги, пожертвованные горожанами

1737 Ставрополь-на-Волге — Тольятти 1998

Скульптор Рукавишников А. И. архитектор Кочековский А. Г. инженер Катанов М. Д.

## Предыстория
Идея сооружения подобного памятника в город витала с начала 1990-х. Тогда планировалось, что памятником будет заниматься тольяттинский скульптор Алексей Кузнецов, на финансовую помощь от «Автовазбанка» были закуплены и завезены в мастерскую глина и арматура. Однако наступивший кризис помешал воплощению проекта в более прочном материале, чем глина. Глиняный же макет представлял собой конную статую, где Татищев держал в руке грамоту.
При очередном оживлении проекта памятника основателю города снова вспомнили о проекте Кузнецова. Однако появились и другие проекты, был проведён конкурс, где главным конкурентом памятника Кузнецова стала работа скульптора Пронюшкина — на ней Татищев стоял у земного шара.
В 1995 году у первого мэра Тольятти Сергея Жилкина появилась мысль привлечь к работе популярного скульптора Шемякина, но вскоре его познакомили с Александром Рукавишниковым, работы которого произвели на Жилкина столь большое влияние, что он фактически волевым решением определил, что памятник будет именно работы Рукавишникова.

## История
Памятник построен на средства фонда «Духовное наследие» и пожертвования организаций, учреждений, горожан. Общая стоимость составила 14 миллионов 134 тысячи 451 рубль 75 копеек. Ещё в 835 тысяч рублей обошлось благоустройство прилегающей территории.
Все работы по созданию памятника были проведены менее, чем за два года.
Летом 1996 года Рукавишников приехал в Тольятти подыскать подходящую площадку для памятника. Многие были удивлены его решением разместить статую фактически на окраине района, а не в центре города. Но ему удалось отстоять свою точку зрения.
5 июля 1997 года Рукавишников закончил модель в глине. Отливка велась частично в Польше и Белоруссии, а самые сложные детали отливали в Чехии. Затем памятник прошёл контрольную сборку и испытания в Минске, после чего в разобранном состоянии был доставлен в Тольятти.
Для кладки постамента использовались известняковые плиты из Ширяевского карьера.
Памятник основателю города открыт 2 сентября 1998 года тогдашним мэром Тольятти Сергеем Жилкиным, который в своей речи высказался так:

Наш памятник — это символ, который подтверждает стремление людей знать и помнить свои корни, историю своего края.
На открытии присутствовали потомки Татищева: брат и сестра Николай и Мария Жестковы. Памятник освятил епископ Самарский и Сызранский Сергий.

## Современность
Памятник пользуется большой популярностью у горожан — это излюбленное место прогулок и для свадебных фотосессий. Периодически к коню подвешиваются воздушные шарики, на постаменте присутствуют граффити. А в 2011 году мэр Тольятти Анатолий Пушков вообще предложил установить возле памятника доску, на которой горожане могли бы рисовать и писать, чтобы только не трогали памятник.
Изображение статуи является самым распространенным изображением города, став практически его официальным символом. Его можно встретить практически всюду: от проездных билетов до коньячных этикеток.